# Norma Jean
Norma Jean (Норма Джин) — американський металкор-гурт з Дугласа, штат Джорджія, США. На сьогодні гурт має п'ять студійних альбомів і одну номінацію на премію Ґреммі. Норма Джин — справжнє ім'я акторки Мерилін Монро.

## Історія
Гурт Norma Jean з'явилася на світ в 1997 році в місті Атланта, США. Перший час музиканти грали під ім'ям «Luti-Kriss» і випустили два диски — EP 5 на Pluto label і «Throwing Myself» на Solid State label. Після виходу останнього альбому, хлопці змінили назву на Norma Jean і у 2002 році записали «Bless the Martyr and Kiss the Child». Музика альбому поєднувала в собі важкий, навіть суворий звук і християнську лірику. Попри те, що до вершини було ще далеко, альбом отримав гарні рецензії як слухачів, так і критиків.
Поступово музиканти Norma Jean вдосконалювали свої навички, набиралися досвіду і зрештою вийшли на новий рівень. Незабаром світ побачили альбоми «O 'God, The Aftermath» та «Redeemer", які продемонстрували новий рівень звучання гурту.
Восени 2007 року гурт покинув барабанщик Деніел Девісон, але ця втрата не зламала інших учасників. Вже в грудні гурт оголосив про початок роботи над альбомом «The Anti Mother», який вийшов 5 серпня 2008 року.
Незабаром після виходу альбому гурт як гедлайнер вирушив в «The Anti-Mother Tour» по США в його підтримку. Разом з Norma Jean там виступали Haste The Day, The Showdown, Mychildren Mybride, Children 18:3 і Oh, Sleeper. Тур завершився 15 листопада. А тим часом новий альбом «The Anti-Mother» досяг 29-го рядка в чарті Billboard.
Наприкінці 2008 року Norma Jean записали кліп на пісню «Robots 3 Humans 0», а в березні 2009 відкатали тур по Канаді з Underoath.
У 2010 році гурт випускає свій п'ятий студійний альбом «Meridional».
30 жовтня 2012 року, гурт оголосив, що в грудні 2012 — січні 2013 року проведе час в студії працюючи над записом нового альбому. Продюсером альбому виступить Джошуа Барбер.

## Склад
Поточний склад
- Chris Day — гітара
- Cory Brandan Putman — вокал, гітара
- Jake Schultz — бас

Перший склад
- Daniel Davison — ударні, перкусія
- Josh Doolittle — бас
- Scottie Henry — гітара
- Chris Raines — ударні, перкусія
- Josh Scogin — вокал

Сесійні музиканти
- Jeff Hickey — гітара (2011)
- Matt Marquez — ударні (2010–)
- Brad Norris — вокал (2002—2004)

## Дискографія
Студійні альбоми
- 2002 — Bless the Martyr and Kiss the Child
- 2005 — O God, the Aftermath
- 2006 — Redeemer
- 2008 — The Anti Mother
- 2010 — Meridional
- 2013 — WrongdoersWrongdoers

Міні-альбоми
- 2002 — Norma Jean/mewithoutYou

Збірники
- 2008 — The Almighty Norma Jean Vinyl Boxset
- 2010 — Birds and Microscopes and Bottles of Elixirs and Raw Steak and a Bunch of Songs